# Kumite

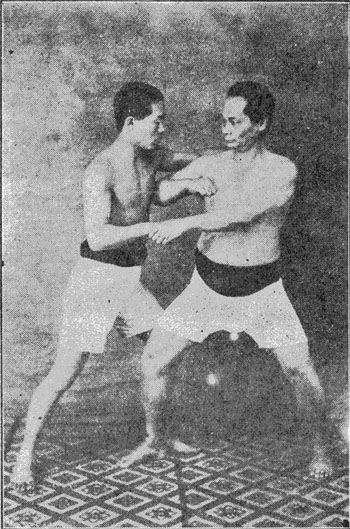
Els dotze kumite de Motobu (1926)

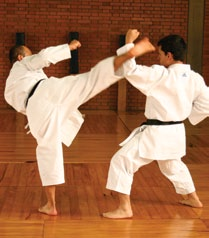
Dos karatekas lluitant

El kumite (japonès: 組手), que literalment significa mans agafades, és una de les tres seccions principals de l'entrenament del karate, junt amb el kata i el kihon. El kumite és la part del karate en què els karatekes s'entrenen per parelles, tot aplicant les tècniques apreses amb el kihon i el kata.
El kumite pot servir tant per desenvolupar una tècnica o una habilitat (per exemple, per ajustar la distància que convé mantenir amb l'oponent), o també es pot aplicar en competició.

## Tipus de kumite
Podem distingir tres classes de kumite:
- Kihon kumite: consisteix en l'aplicació d'atacs sobre un company i defenses davant atacs d'aquest. Els atacs i defenses a realitzar estan fixats per endavant i es posa l'accent en l'aspecte tècnic de l'exercici. Depenent del nombre de tècniques rep diferents noms, sent habituals l'ippon kumite (una defensa i contraatac) i el sanbon kumite (tres defenses i contraatac).
- Shiai kumite: consisteix en l'aplicació lliure de les tècniques d'atac i defensa sense haver establert prèviament quines seran aquestes tècniques.
- Jyu kumite: consisteix en un combat reglat en el qual intervé un àrbitre i diversos jutges. Els atacs que segons uns criteris establerts haguessin estat efectius en un enfrontament real són puntuats. No obstant això, ferir o copejar en certes zones a l'oponent comporta, no només l'anul·lació de la tècnica, sinó també una penalització. La puntuació al final de la trobada determina un guanyador.

## Competicions
En competició, el kumite es realitza per punts, donant major importància a les puntades que als punys. El combat té lloc en una zona delimitada que no ha de ser traspassada per cap competidor, ja que, si un participant trepitja fora d'aquesta, es considera jogai (una falta de categoria 2).
Els punts solien distribuir-se generalment de la següent forma:
- 1 punt (ippon): Cops de puny chudan o yodan.
- 2 punts (nihon): Puntada a l'altura chudan (tòrax), un tsuki (puny) en l'esquena o combinació de dos punys.
- 3 punts (sanbon): Puntada yodan (cap), un escombrat més un tsuki mentre l'oponent està en terra.

Però després de la reforma de la WKF de la temporada 2008/2009, es consideren de la següent manera:
- 1 punt (ippon): Cops de puny chudan o yodan.
- 2 punts (nihon): Puntades a l'altura chudan.
- 3 punts (sanbon): Puntades a l'altura yodan, o colpejar al rival quan es troba en terra, tenint un màxim de 2 segons per a fer-ho.

En les competicions estan prohibits els cops per sota de la cintura així com la utilització dels colzes i genolls, o qualsevol altra tècnica que els jutges considerin perillosa. L'ús d'una tècnica prohibida comporta un advertiment i després (o fins i tot directament), amonestacions. A mesura que es reincideix en aquestes, l'oponent rep punts. Tres amonestacions de categoria 1 impliquen l'eliminació per hansoku.